# Rosario A. Molinero
Rosario Asela Molinero Molinero (Ciudad de México, 6 de octubre de 1957) es una diplomática mexicana de carrera. Actualmente se desempeña como embajadora de México en Hungría, concurrente ante Croacia y Bulgaria.

## Datos biográficos y vida académica
Rosario A. Molinero nació en la Ciudad de México el 6 de octubre de 1957. Estudió la licenciatura en Relaciones Internacionales en El Colegio de México. Posteriormente estudió una maestría en Relaciones Internacionales en la Escuela Diplomática de Madrid y otra en Seguridad Nacional en el Centro de Estudios Superiores Navales de la Secretaría de Marina. 
Además ha realizado diversos diplomados en áreas vinculadas con relaciones internacionales (comercio, integración latinoamericana, comunidad europea, relaciones internacionales, política internacional, turismo, seguridad nacional) en universidades y centros académicos extranjeros y nacionales. 
Ha sido profesora- investigadora de la Universidad Iberoamericana y del Instituto Tecnológico Autónomo de México. También fungió como ayudante de investigación del corresponsal del New York Times en México y de la Profesora Blanca Torres en El Colegio de México. 

## Carrera diplomática
Es miembro del Servicio Exterior Mexicano desde 1990. Su último ascenso, mediante concurso de oposición, fue al rango de Ministro en abril de 2009.
En la Secretaría de Relaciones Exteriores ha trabajado en las Direcciones Generales de Organismos Multilaterales, de Organismos Regionales Americanos, de Organismos Económicos Regionales, y de la Organización de las Naciones Unidas. Asimismo estuvo adscrita en la Unidad de Asuntos Económicos, en la Comisión Mexicana para la Cooperación con Centroamérica, en el Instituto Matías Romero, en la Coordinación General de Asesores del Secretario y en la Subsecretaría para Asuntos Multilaterales.
En el exterior se desempeñó como Encargada de Asuntos Económicos y de Cooperación en la Embajada de México en Guatemala y como Jefe de Cancillería en la Embajada de México en Suecia y Encargada de Negocios ante Letonia y Lituania. El 16 de marzo de 2018, fue nombrada embajadora extraordinaria y plenipotenciaria de México en la República de Trinidad y Tobago, concurrente ante Barbados y la República de Surinam, y representante permanente de México ante la Asociación de Estados del Caribe, con sede en Puerto España, Trinidad y Tobago.
También ha trabajado en otras áreas de la Administración Pública Federal en México como la Secretaría de Turismo y la Asesoría de Asuntos Especiales de la Presidencia de la República, durante la administración del expresidente Miguel de la Madrid. 

## Premios y reconocimientos
Su tesis de licenciatura intitulada “Mitos y Realidades del Turismo en México” mereció el premio CANACO 1983. 

## Publicaciones destacadas
Ha publicado artículos sobre turismo y relaciones internacionales, entre los que destacan: Turismo y política exterior, en la Revista Mexicana de Política Exterior; Estrategia de acercamiento entre México y China, en la Revista del Centro de Estudios Superiores Navales. 